# Науковий квартальник
Науковий квартальник (пол. Kwartalnik Naukowy) — щоквартальний науковий вісник, який виходив у Кракові в 1835—1836 роках під редакцією Antoni Zygmunt Helcel. Всього вийшло чотири томи.
За наміром редактора, журнал мав переказувати польській спільноті наукові досягнення європейської науки і просувати слов'янофільські ідеї. Вісник був друкованим органом Stowarzyszenia Jedności Narodowej та мав консервативний характер.